# Берси (станция метро)
Берси (фр. Bercy) — пересадочный узел линий 6 и 14 Парижского метрополитена. Располагается на пересечении бульвара Берси и рю де Берси в XII округе Парижа. Назван по одноимённому кварталу, рядом со станцией располагается вокзал, бывший до сентября 2016 года одноимённым.

## История
Станция линии 6 открылась 1 марта 1909 года в составе пускового участка Пляс д’Итали — Насьон, вошедшего в состав линии 6 12 октября 1942 года. Зал линии 14 открылся 15 октября 1998 года в составе пускового участка Мадлен — Библиотек-Франсуа-Миттеран.
Пассажиропоток пересадочного узла по входу в 2011 году, по данным RATP, составил 5 565 249 человек. В 2013 году этот показатель снизился до 5 473 870 пассажиров (69 место по уровню входного пассажиропотока в Парижском метро). На станции установлены платформенные раздвижные двери.

## Достопримечательности
- Дворец спорта Париж-Берси
- Министерство экономики, финансов и промышленности Франции (фр. Ministère de l'Économie, des Finances et de l'Industrie), известное также как «Берси»
- Вокзал Берси-Бургонь-Пэи д'Овернь, обслуживает поезда дальнего следования средней дальности, маршруты в Италию и автопоезда.

## Галерея

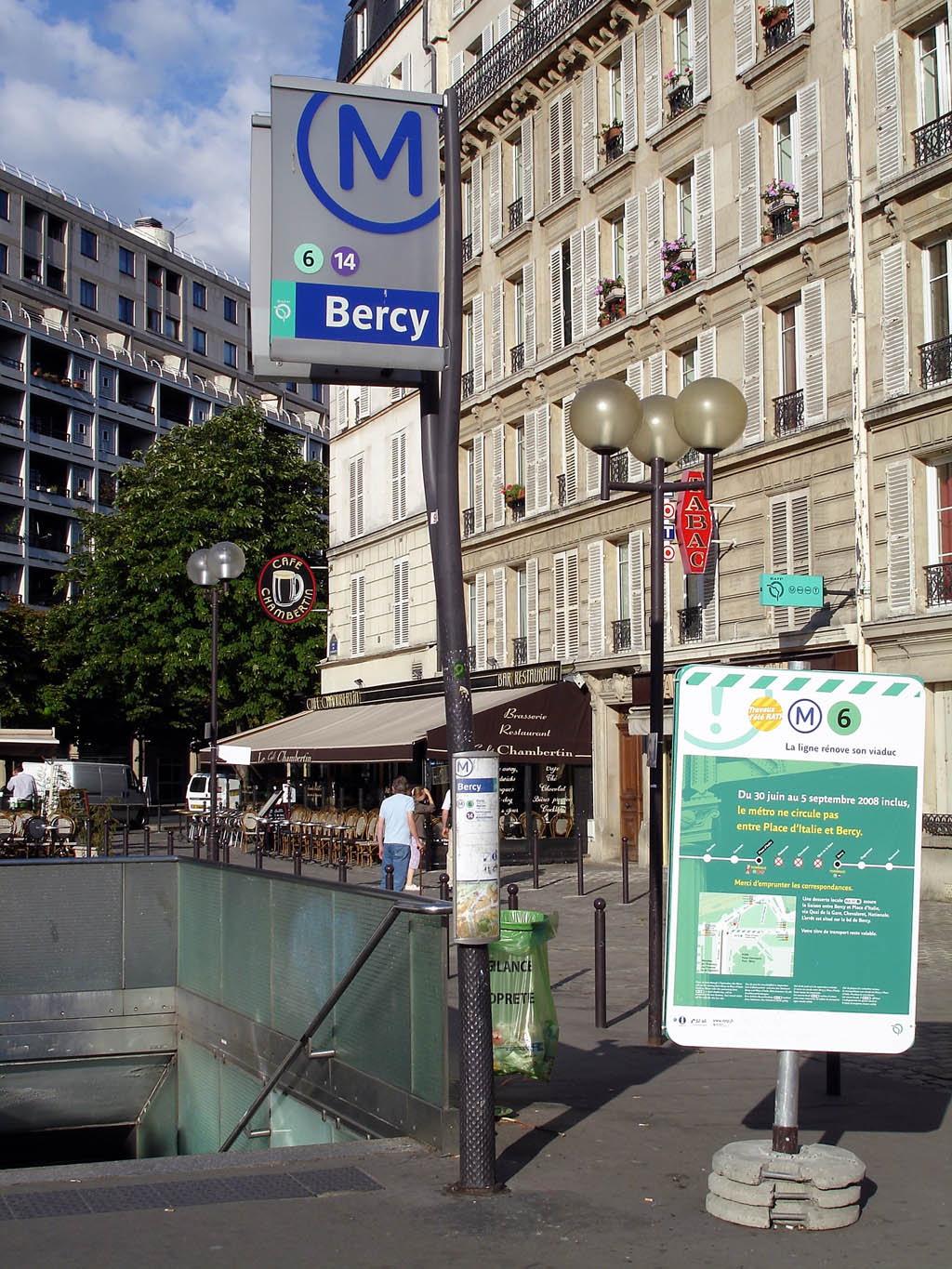
Наземный вестибюль
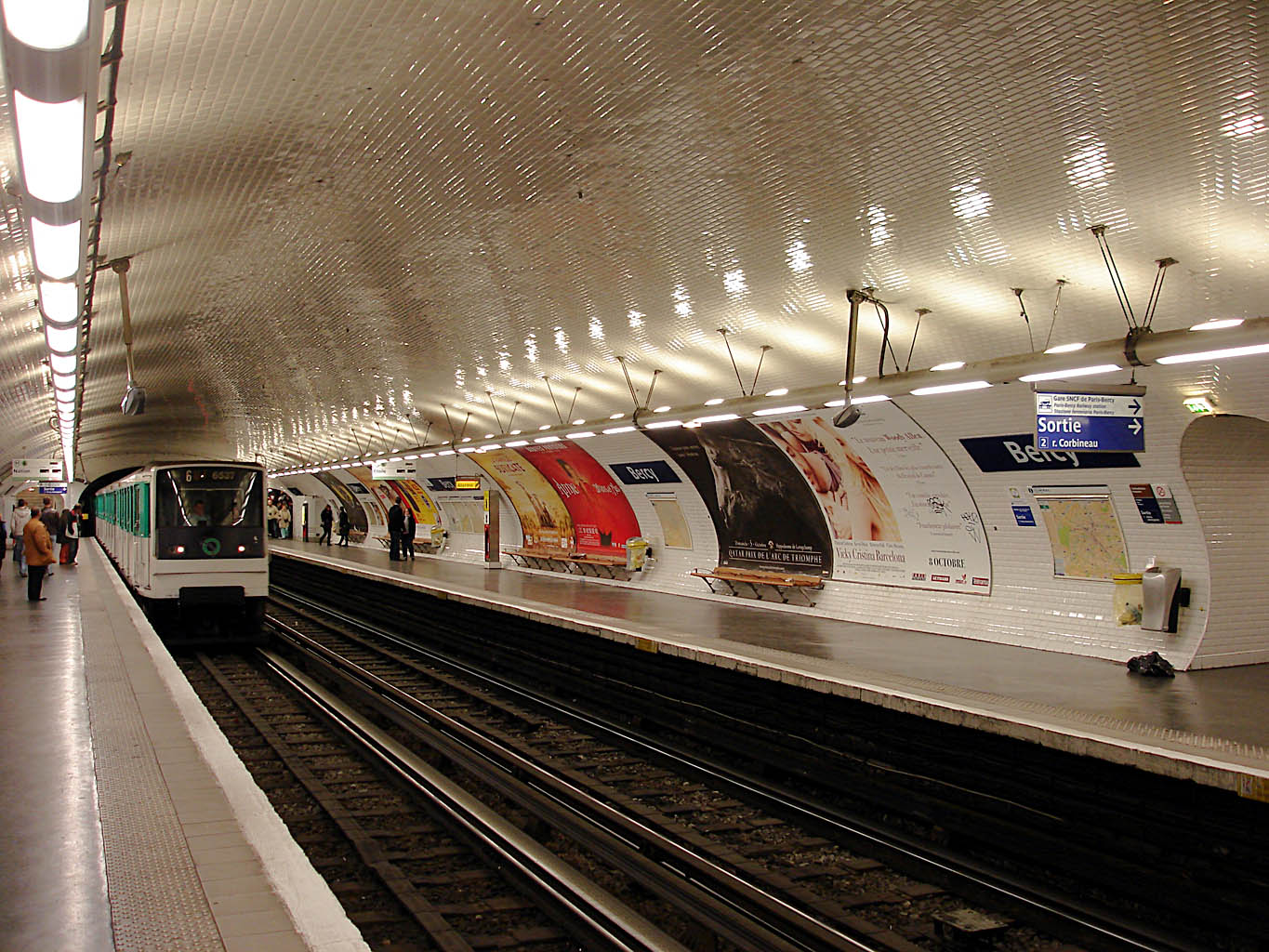
Состав MP 73 в зале линии 6
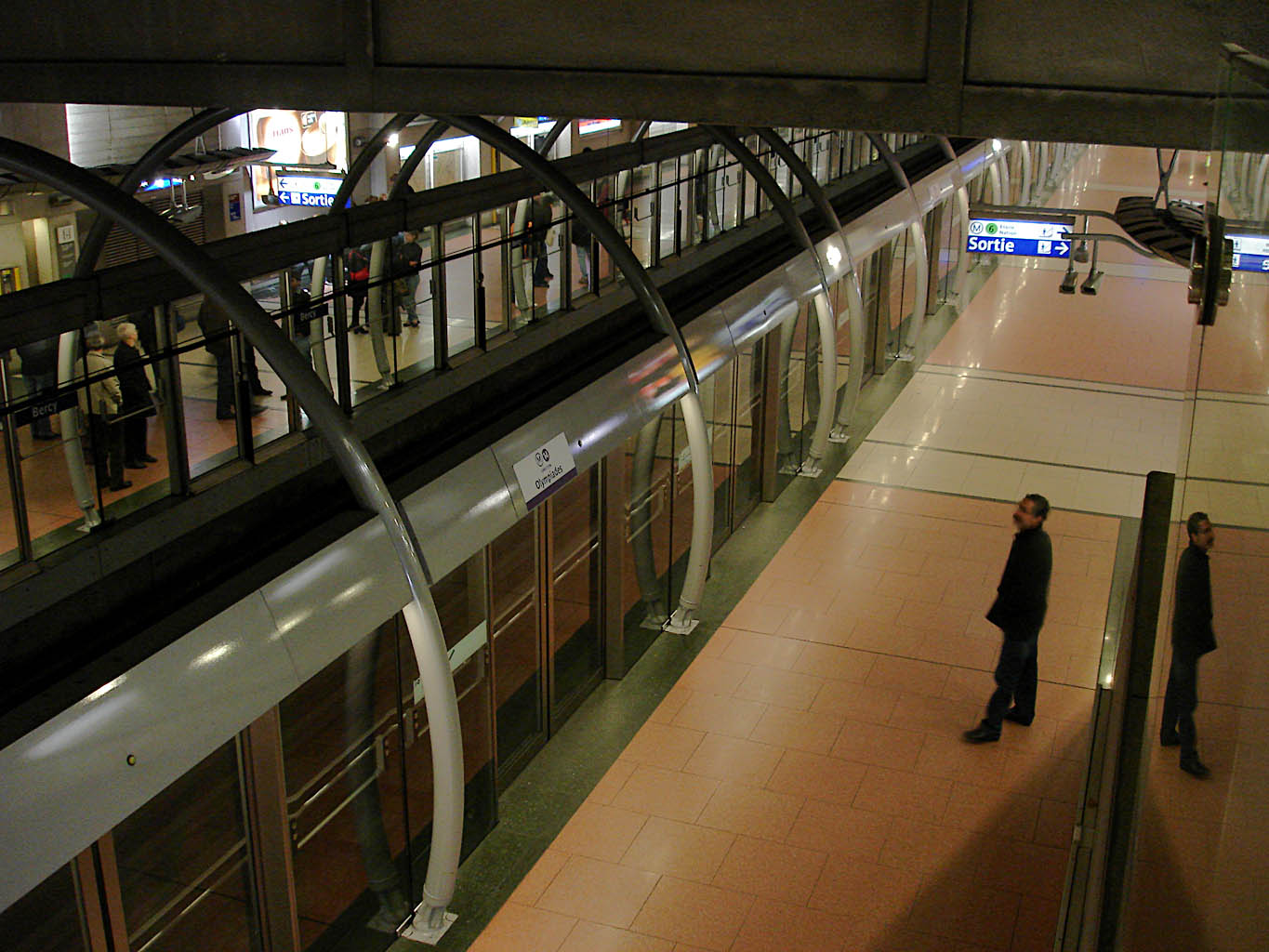
Вид на зал линии 14
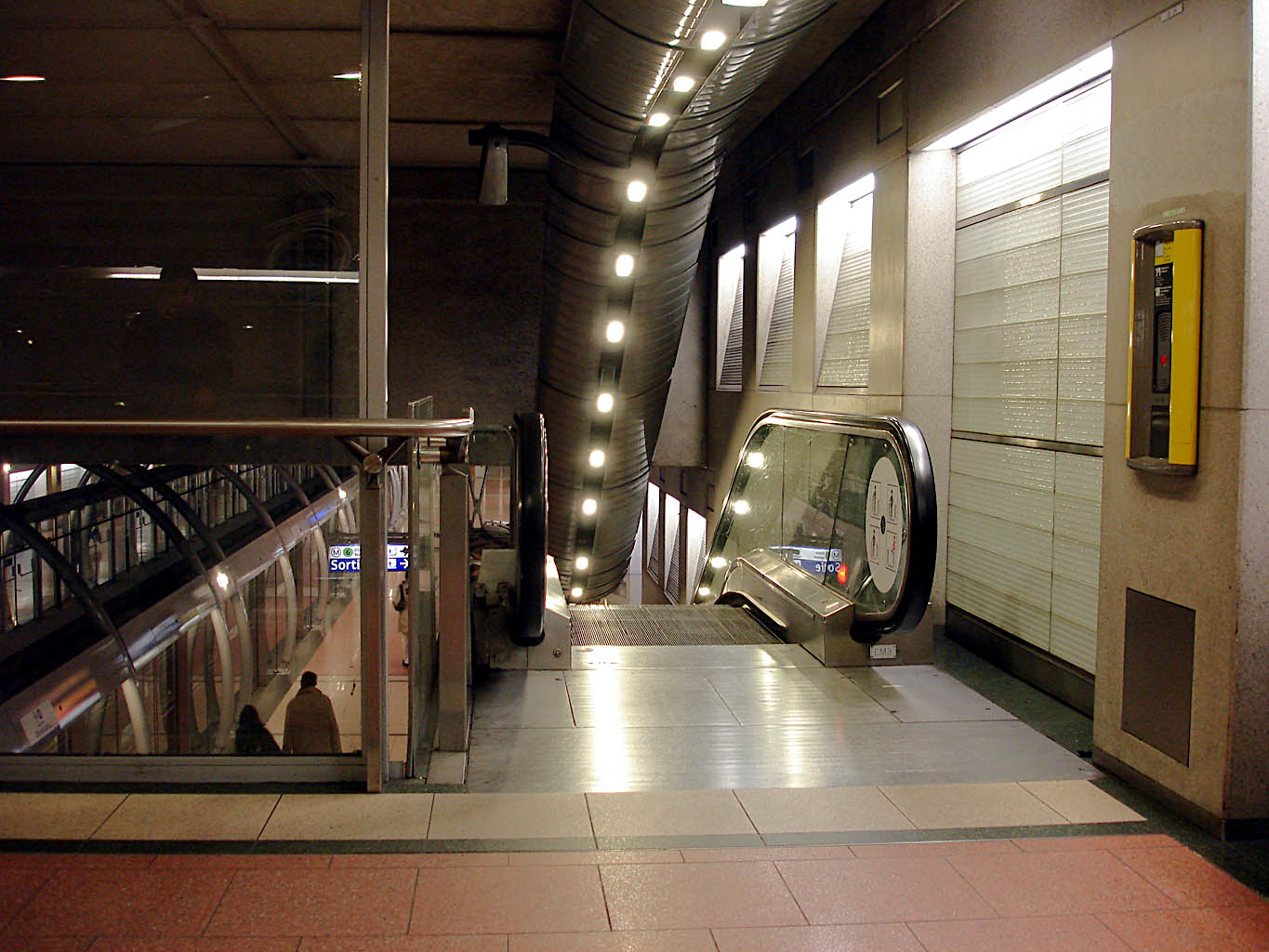
Вход на платформу линии 14
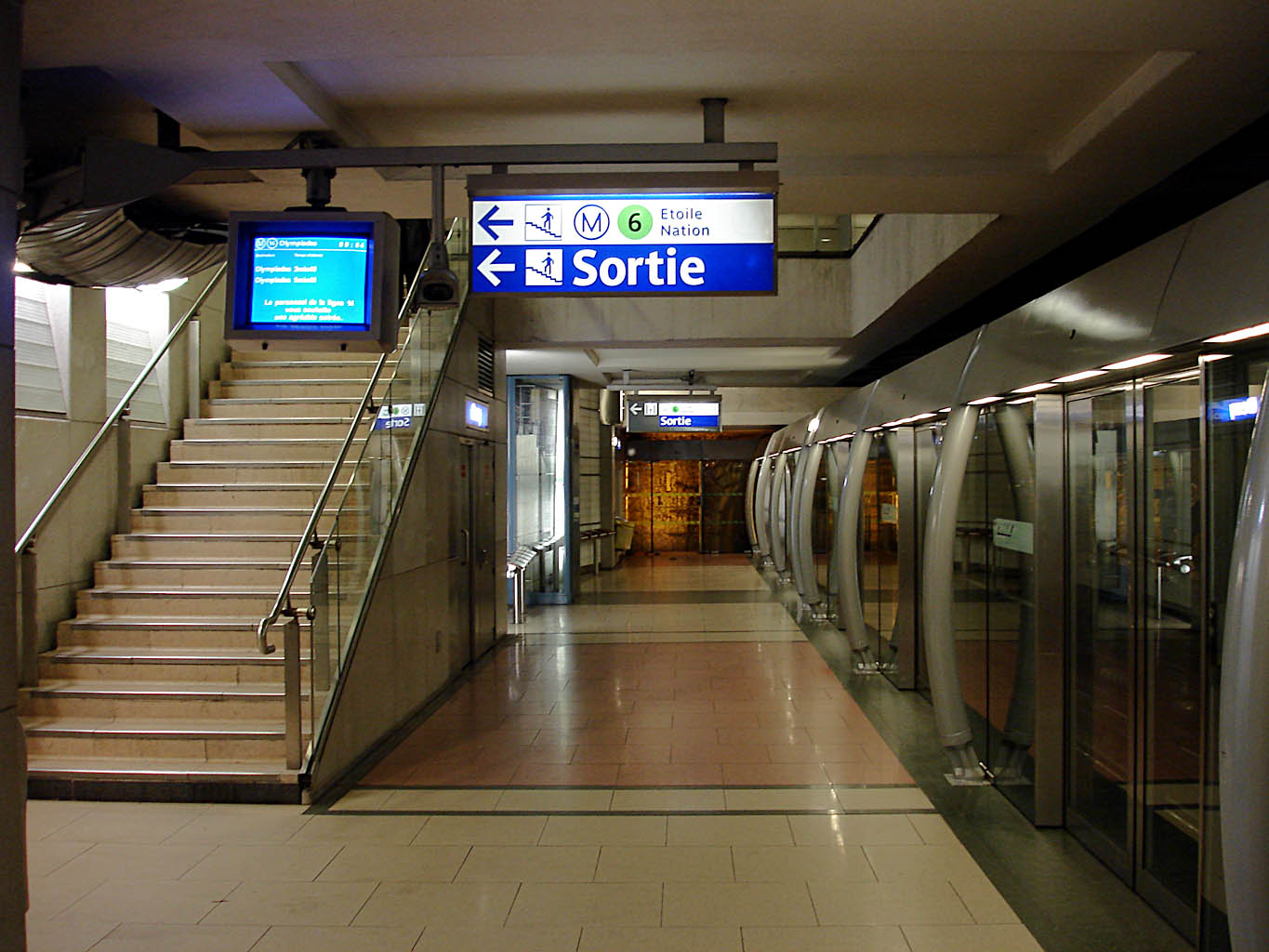
Зал линии 14 (вид в сторону Сен-Лазар)
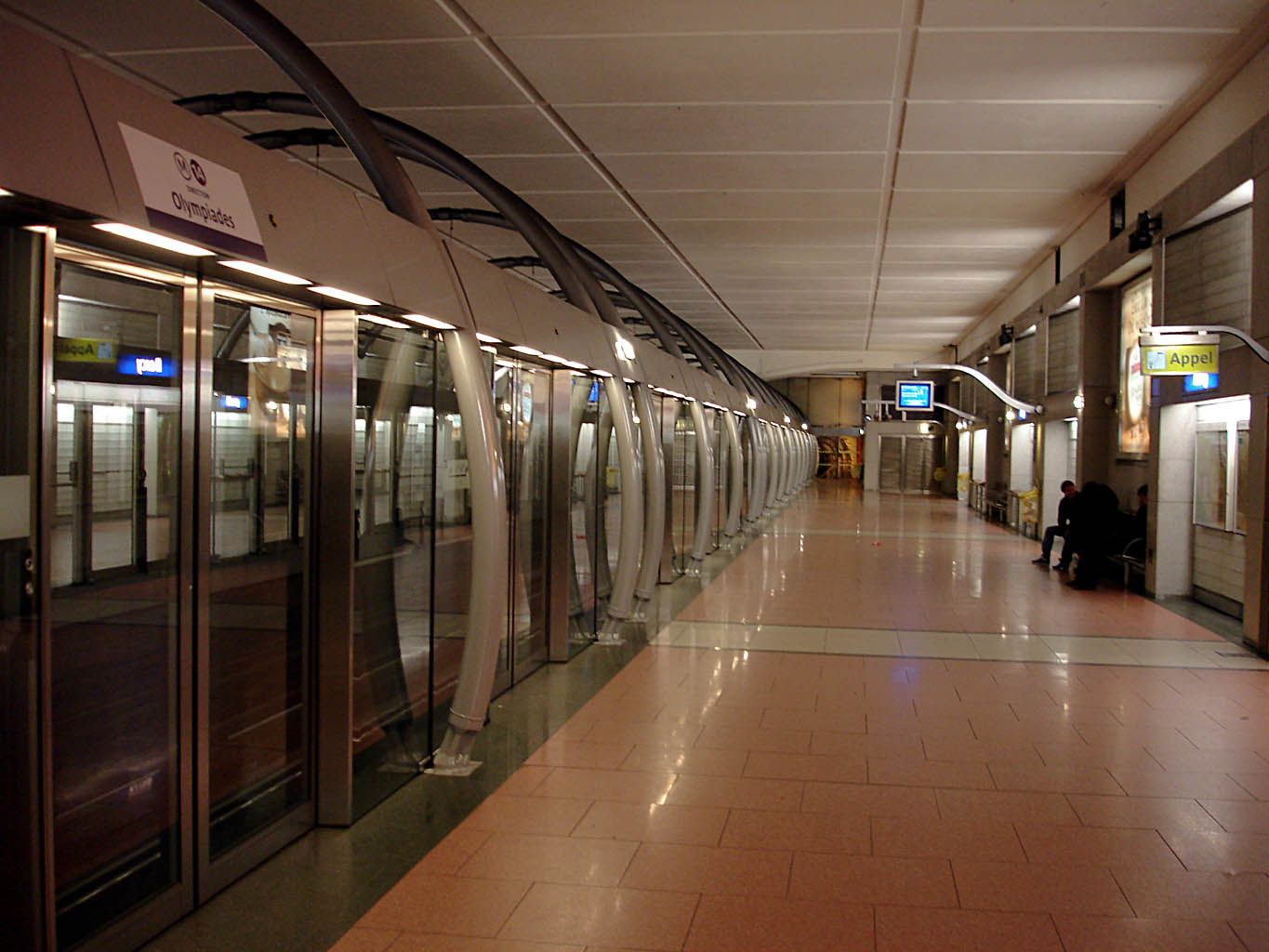
Платформа линии 14 (вид на Олимпиад)